# Hastula celidonota
Hastula celidonota is een slakkensoort uit de familie van de Terebridae. De wetenschappelijke naam van de soort is voor het eerst geldig gepubliceerd in 1898 door Melvill & Sykes.